# Бука Ігор Сергійович
Ігор Сергійович Бука (нар. 21 березня 1990) — український футболіст, півзахисник.

## Життєпис
Ігор Бука народився 21 березня 1990 року. У ДЮФЛУ виступав за криворізький «Кривбас». У 2007 році виступав за «Кривбас-3» в чемпіонаті Дніпропетровської області, у якому зіграв 16 матчів (2 голи). У сезоні 2007/08 перебував на контракті у криворізькому «Кривбасі», але за основну команду не грав, а виступав за дублерів, у складі дублерів зіграв 20 поєдинків. Починаючи із сезону 2009/10 і до початку сезону 2016/17 виступав за іншу криворізьку команду — «Гірник». У її складі в чемпіонатах України зіграв майже півтори сотні поєдинків та відзначився у воротах суперників 11 разів. У сезоні 2013/14 у складі клубу посів 4-те місце у Другій лізі та здобув путівку до Першої ліги. На початку вересня 2016 року підписав контракт із першоліговим «Інгульцем». Наприкінці грудня того ж року залишив петрівську команду.